# Baranyai-dombság
A Baranyai-dombság Baranya vármegyében nagyrészt Pécsvárad és Mohács között elterülő változatos felszínformájú dombvidék, a Dunántúli-dombság része. Nyugatról a Mecsek, a Zselic és a Dráva-sík határolja, északról a Mecsek és a Tolnai-hegyhát (nagyjából a 6-os főút, valamint a geresdlaki műút vonala), keletről a Duna völgye. Déli határa a Dráva menti síkság és Duna völgye. Gyakran azonosítják a Dél-Baranyai-dombsággal. Népszerű túrázóhely.
Területének nagyobb része szántóföldi művelés alatt áll. Viszonylag nagy kiterjedésű rétek és mezők alkotják, az erdők aránya kb. 10%. Területén számos tó és patak található, melyek folyásiránya általában észak–déli irányú. A Baranyai-dombságra jellemző az aprófalvas településhálózat, mely kelet felé fokozatosan csökken. Itt a már síkká váló területen a települések egymástól távolabb helyezkednek el, de nagyobb lélekszámúak.

## Részei
A Baranyai-dombság négy kistájra osztható:
- Geresdi-dombság
- Dél-Baranyai-dombság
- Villányi-hegység
- Pécsi-síkság